# Baía de Curio

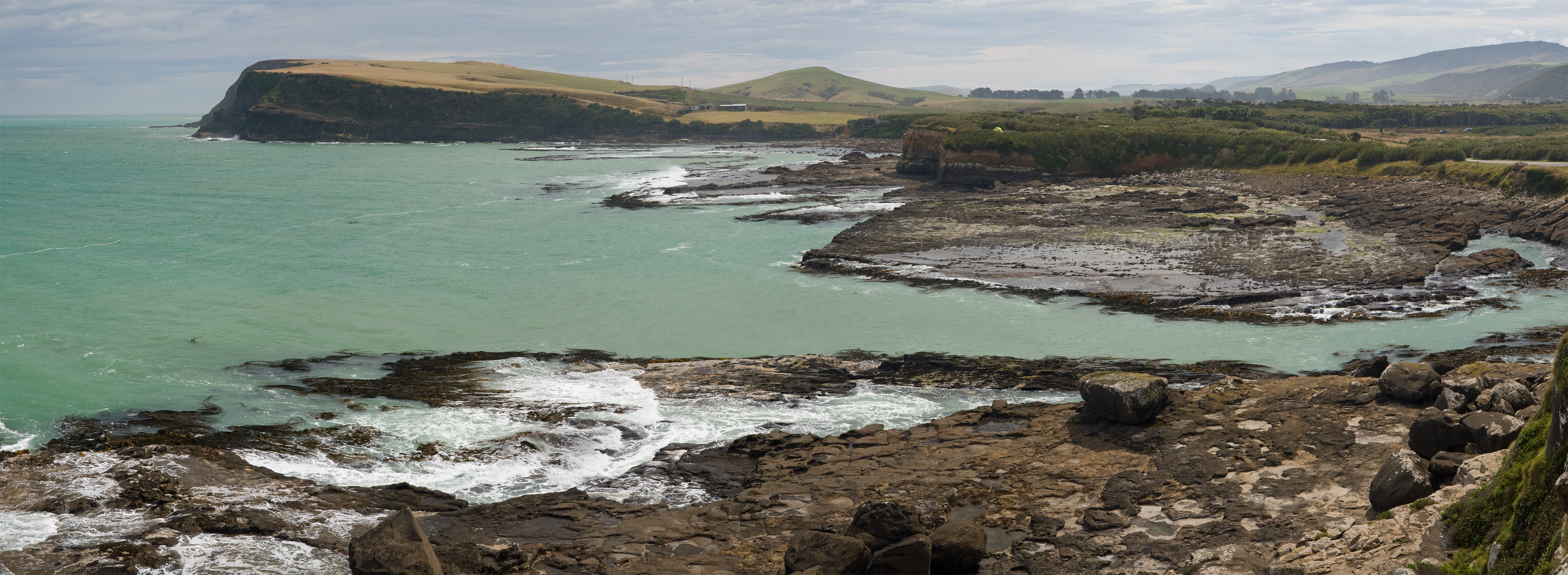
Baía de Curio

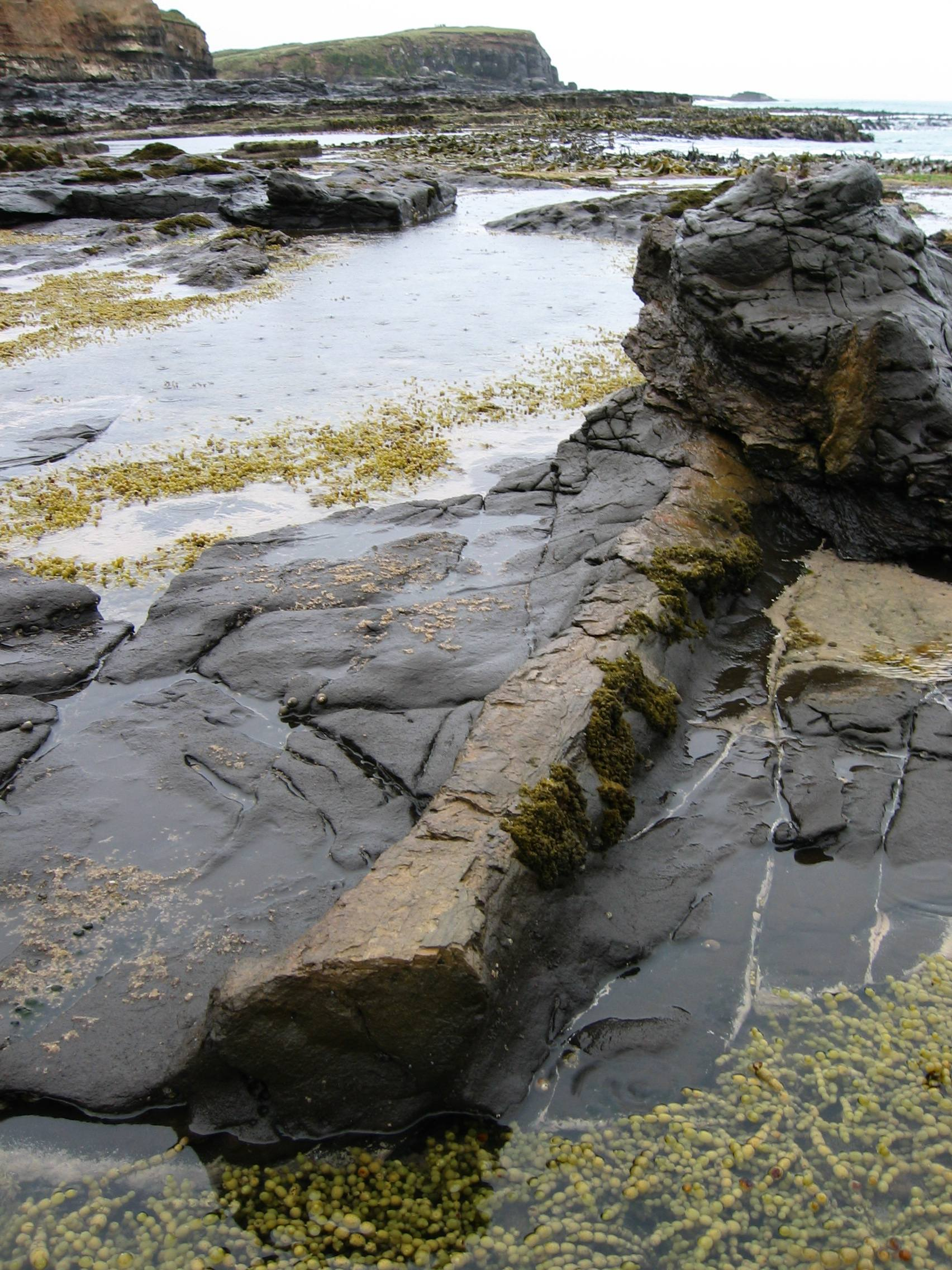
Árvore petrificada na Baía de Curio.

A baía de Curio (em inglês:  Curio Bay) é uma baía localizada perto de Slope Point, o ponto mais meridional da Ilha Sul da Nova Zelândia. A baía de Curio é conhecida pelo seu bosque petrificado de mais de 180 milhões de anos. Nela reside uma colónia de pinguins-de-olho-amarelo que é uma das maiores atrações da região denominada The Catlins, e é ainda local de residência de golfinhos-de-hector e baleias-francas-austrais.
Os troncos petrificados, de antigas coníferas, relacionadas com as modernas agathis (kauri) e araucárias, foram cobertos por cinzas vulcânicas que pouco a pouco foram sendo substituídas por sílica até produzir os fósseis que foram depois postos a descoberto pelo mar.